# Giá treo tử thần
Giá treo tử thần (tiếng Anh: The Gallows) là một bộ phim kinh dị found footage 2015 do Chris Lofing và Travis Cluff đạo diễn kiêm viết kịch bản. Phim có sự tham gia của Reese Mishler, Pfeifer Brown, Ryan Shoos và Cassidy Gifford. Phim được hãng Warner Bros. Pictures phát hành ngày 10 tháng 7 năm 2015 và nhận phản hồi phê bình tiêu cực, nhưng vẫn thu về $43 triệu.